# Al-Kishkiyah
Al-Kishkiyah (tiếng Ả Rập: الكشكية), Còn được gọi là Al-Jīshīyah (tiếng Ả Rập: الجشجية), là một thị trấn của Syria nằm ở quận Abu Kamal, Deir ez-Zor. Theo Cục Thống kê Trung ương Syria (CBS), Al-Kishkiyah có dân số 14.979 người trong cuộc điều tra dân số năm 2004.